# 艾爾·賈諾
艾爾·賈諾（英語：Alwin Lopez "Al" Jarreau，1940年3月12日—2017年2月12日）是一名美國歌手。他主要唱爵士樂、流行及放克類型的歌曲，于20世紀60年代起活躍至今。